# 渡辺美輪
渡辺 美輪（わたなべ みわ、1966年1月17日 - ）は、日本の川柳家である。本名は渡辺 美和（わたなべ みわ）。

## 概要
岐阜県にて生まれた。幼い頃から童話や随筆の執筆や詩の創作に関心を持ち、高校生にして同人誌を発行した。高校卒業後は、静岡女子大学の文学部国文科に進んだ。
その後、甲南女子大学の大学院文学研究科国文学専攻に進学し、修士課程や博士課程で紫式部の『源氏物語』について研究した。その後は、高等学校にて教師として教鞭を執った。
1995年1月17日、神戸市にて阪神・淡路大震災に被災した。実家に避難していた際、川柳家の時実新子の著書を目にし、それをきっかけに時実に弟子入りした。以来、川柳の創作活動に取り組み、『月刊川柳大学』の編集委員などを務めた。また、初心者向けの川柳の入門書や、川柳に纏わる随筆なども上梓している。現在は、『神戸新聞』の読者投稿川柳壇の選者も務めている。

## 著作
- 『恋人よ――渡辺美輪川柳集』編集工房円、2003年
- 『北極星 川柳句集』左右社 2015年

### 共著
- 杉山昌善共著『時実新子川柳の学校』有楽出版社、2004年
- 徳道かづみ共著『川柳タッグマッチ』神戸新聞総合出版センター、2007年